# Le Masque (série télévisée, 1989)
Pour les articles homonymes, voir Le Masque.
Le Masque est une série télévisée française en 20 épisodes de 55 minutes, créée par Jean-Daniel Verhaeghe d'après les romans de la collection Le Masque et diffusée entre le 28 avril et le 4 août 1989 sur FR3.

## Concept de la série
Cette série est une anthologie d'histoires policières.  Chaque épisode adapte un titre paru dans la collection, Le Masque, en modifiant, le plus souvent, le nom des personnages pour en restituer l'action en France et permettre à certains personnages de revenir dans plusieurs épisodes.  Les romans choisis font la part belle aux whodunits.

## Distribution
- Daniel Ceccaldi : Leslie Palmer (épisode 14)
- Valérie Mairesse : Dora Eichart (épisode 4)
- Bernard Menez : Dr Félix Brahms (épisode 4)
- Madeleine Robinson : La Comtesse Raffaelli (épisode 5)
- Roger Souza : Danats (épisode 13)
- Henri Virlojeux : M. Choppard (épisode 6)
- Catherine Rich
- Anne Jolivet : Nicole Mazurier (participation à 2 épisodes)
- Jenny Arasse : Sabine (épisode 19)
- Bruno Wolkowitch : (épisode 19)
- Denis Manuel : (épisode 19)

## Épisodes
Note : Dans l'ordre de leur télédiffusion.
1. L'Ami de Pauline, d'après une nouvelle de Ruth Rendell (télédiffusion le 28 avril 1989)
2. L'Homme qui ne voulait pas tuer, d'après le roman de Alexandre Terrel  (télédiffusion le 5 mai 1989)
3. Les Dames du Creusot, d'après le roman de Charles Exbrayat (télédiffusion le 12 mai 1989)
4. La Radio (télédiffusion le 19 mai 1989)
5. Le Repos de Bacchus, d'après le roman de Pierre Boileau (télédiffusion le 26 mai 1989)
6. Meurtre sur un plateau, d'après le roman La Mort sur un plateau de Gilbert Picard (télédiffusion le 9 juin 1989)
7. L'Île aux muettes, d'après le roman de Bachellerie (télédiffusion le 16 juin 1989)
8. Le condamné meurt à 5 heures, d'après le roman de S.A. Steeman (télédiffusion le 23 juin 1989)
9. Un week-end à tuer, d'après le roman de Alexis Lecaye (télédiffusion le 30 juin 1989)
10. La Rançon de la gloire, d'après le roman La Rançon de Francis Didelot (télédiffusion le 6 juillet 1989)
11. La mort vous invite, d'après le roman de Paul Halter  (télédiffusion le 13 juillet 1989 - ?)
12. Mademoiselle Évelyne, d'après la nouvelle de Charles Exbrayat  (télédiffusion le 14 juillet 1989)
13. Les Yeux en bandoulière, d'après le roman de John Dickson Carr  (télédiffusion le 21 juillet 1989)
14. 650 calories pour mourir, d'après le roman de Michel Grisolia  (télédiffusion le 28 juillet 1989)
15. La Danse de Salomé, d'après le roman de Ruth Rendell (télédiffusion le 4 août 1989)
16. En scène pour la mort, d'après le roman de Helen McCloy (télédiffusion le 11 août 1989)
17. Le Congrès gastronomique, d'après le roman de José da Natividade Gaspar (télédiffusion le 18 août 1989)
18. L'assassin est à bord, d'après le roman de Patrick Quentin (télédiffusion le 25 août 1989 - ? )
19. Quand le diable ricane, d'après le roman de Pierre Salva (télédiffusion le 1er septembre 1989 - ?)
20. La Madone noire, d'après le roman de Michel Grisolia (télédiffusion le 11 août 1989)